# Душко Стајић
Душко Стајић (Угљевик, 11. јул 1982) је некадашњи српски и босанскохерцеговачкин фудбалер. Играо је на позицији нападача.